# Mallur, Byadgi
Mallur là một làng thuộc tehsil Byadgi, huyện Haveri, bang Karnataka, Ấn Độ.